# Piterkerk (Lippenhuizen)
De Piterkerk van Lippenhuizen is een kerkgebouw in de gemeente Opsterland in de Nederlandse provincie Friesland. De kerk is een rijksmonument. In 2024 werd de kerk overgedragen aan de Stichting Alde Fryske Tsjerken.

## Beschrijving
De kerk uit 1743 werd in 1860 herbouwd. De zaalkerk met driezijdige koorsluiting heeft rondboogvensters en een houten geveltoren. Er is een preekstoel uit de 17e eeuw en een herenbank. Het orgel uit 1859 is gemaakt door L. van Dam & Zonen. De kerk werd in 2015 gerenoveerd. 

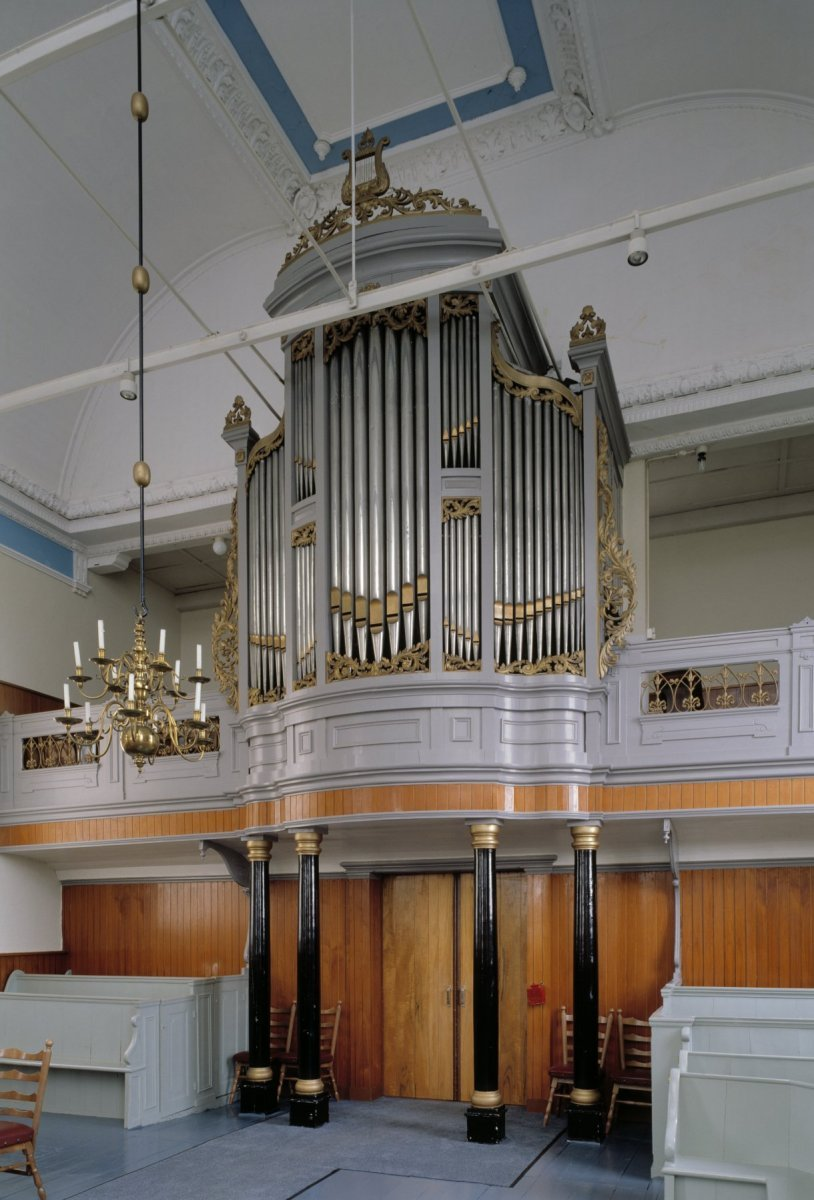
Interieur met orgel (2000)